# Evert Färhm
Bror Evert Färhm, född 10 juni 1901 i Onslunda, Kristianstads län, död 19 september 1971 i Glumslövs församling, Malmöhus län, var en svensk konstnär.
Han var son till målarmästaren John Färhm och Hilma Nilsson och från 1944 gift med Rut Ingrid Åkesson. Färhm studerade vid ett flertal läroanstalter, han var elev vid Ystad tekniska skola 1915-1919 och Landskrona tekniska yrkesskola 1919-1920. Han studerade konst vid Althins målarskola i Stockholm 1921-1923 och vid Konsthögskolan 1924-1928 samt under studieresor till Frankrike. Han tilldelades den hertliga medaljen 1927. Han medverkade gruppen Fyra målares utställningar och från 1932 med Skånes konstförening samt från 1938 i Helsingborgs konstförenings utställningar. Hans konst består huvudsakligen av Skånska landskap. Färhm är representerad vid Nationalmuseum , Helsingborgs museum och prins Eugens Waldemarsudde.